# 中国海外集团
中國海外集團有限公司（英語：China Overseas Holdings Limited，COHL），简称「中海集團」，是中国建筑集团旗下在中国内地、港澳及海外跨域经营的大型企业集团，业务涵盖房地产开发、基建、物业服务等相关多元化领域。
截止2024年，「中海集團」累计承建了香港25%的医院、70%的淡水输水管线，香港15%、澳门25%的公屋，香港故宫文化博物馆、将军澳海水化淡厂、澳门长者公寓等重大民生工程。

## 历史

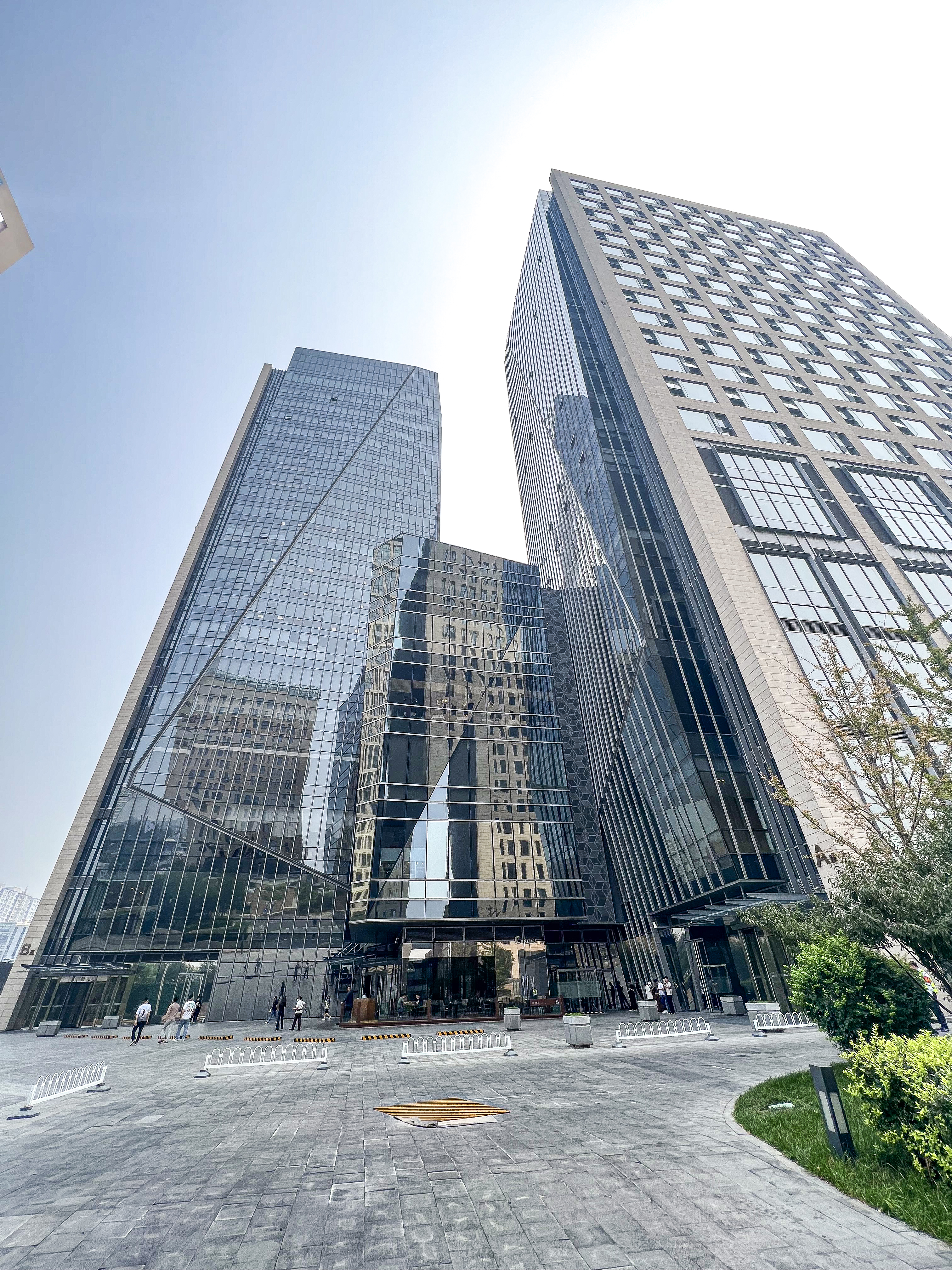
北京中海国际中心

1979年6月1日，作为中国建筑集团在香港的子公司，中国海外建筑工程有限公司于香港注册成立。1979年12月，租用香港上环干诺道招商局大厦9楼，作为写字楼。1983年9月，迁入华润大厦21楼作为新的办公地点。1985年，首次投资发展大型私人住宅项目海宝花园，1988年，成立中国海外地产有限公司，统筹香港、澳门地产业务，并以“中国海外”品牌进行项目开发与经营，从香港的小型建筑承包公司，成长为建筑承包和房地产联动发展的中型公司。
1991年10月，迁入湾仔轩尼诗道139号自置物业中国海外大厦办公。随后，集团以中国海外发展有限公司在香港联交所挂牌上市。
2002年，在深圳注册成立中海地产股份有限公司，房地产业务重心向中国内地转移。
2023年，中国海外集团实现合约额5637亿港元、营业收入3533亿港元，财务状况保持稳健。

## 子公司
- 中國海外發展
  - 中海地产
- 中國建築國際
- 中海物業
- 中國海外宏洋集團
- 中國建築興業